# Cortney Palm
Cortney Nacole Palm (* 20. Februar 1987 in Castle Rock, Colorado) ist eine US-amerikanische Schauspielerin.

## Leben
Palm begann ihre Schauspielkarriere mit einer Hauptrolle als Ghost Girl 2006 in Direct-to-Video Produktion The Woodland Haunting 2 von Dennis Baker. Diese Rolle brachte ihr eine ungenannte Komparsenrolle als Partygast in Greg Mottolas Komödie Superbad ein. Nachdem sie zwei Jahre nur in Independent-Filmen gespielt hatte, kehrte Palm erst 2009 vor die Kamera größerer Produktionen zurück und drehte mit Dana Schroeder den Horror-Thriller Lost Soul. Es folgten kleinere Rollen in Fragile Hearts (2010), Sunday Morning High (2009) und Where’s Tuesday Monday?. 2010 bekam sie dann die Rolle in Tim Burtons Fantasyfilm Alice im Wunderland als Red Queens Court, die Palm abwechselnd mit Jessica Starr Folger spielte. 2011 wurde sie von Kern Saxton für die Hauptrolle seines Thrillers Sushi Girl gecastet. Ende April 2012 bekam Palm eine Rolle im 2013 anlaufenden Silent Night – Leise rieselt das Blut; der von Steven C. Miller inszenierte Slasher-Film ist die Neuverfilmung des 1980er Kultfilms Stille Nacht – Horror Nacht (Silent Night, Deadly Night).

## Modelkarriere
Neben ihrer Schauspielkarriere jobbt sie gelegentlich als Model und stand zuletzt für James Magazine für Ash Gupta vor der Kamera. Sie zierte das Cover gemeinsam mit Noah Hathaway für eine Promo-Aktion des Krimi-Thrillers Sushi Girl.

## Filmografie (Auswahl)
- 2006: The Woodland Haunting 2
- 2007: Superbad
- 2009: Lost Soul
- 2009: Sunday Morning High
- 2009: Where’s Tuesday Monday?
- 2010: Alice im Wunderland (Alice in Wonderland)
- 2010: Fragile Hearts
- 2010: Slings and Arrows
- 2010: The Haymaker
- 2011: $lowdown
- 2011: Denton Rose’s Short’s
- 2011: Losing Ferguson
- 2011: See How They Run
- 2012: Sushi Girl
- 2012: Silent Night – Leise rieselt das Blut (Silent Night)
- 2012: The Hit Girl
- 2012: Gemini Rising
- 2012: Hallow Pointe
- 2013: Everlasting
- 2014: Zombiber (Zombeavers)
- 2017: Death House